# Герб Муравленко
Герб муниципального образования город Муравленко Ямало-Ненецкого автономного округа Тюменской области Российской Федерации — опозновательно-правовой знак, соответствующий установившимся традициям и составленный по правилам геральдики, являющийся символом муниципального статуса и самоуправления.
Герб утверждён решением № 180 Городской Думы муниципального образования города Муравленко 1 марта 1999 года.
Герб внесён в Государственный геральдический регистр Российской Федерации с присвоением регистрационного номера 444.

## Описание герба
«Два опрокинутых золотых ключа накрест, переплетённые кольцами (ушками) в лазоревом поле над зубчатой пересечённой вверху лазурью с серебряными опрокинутыми остриями, обременёнными одним ромбом в цвет поля каждый, и сопровождаемая серебряными ромбами, по одному между двумя остриями, а внизу чёрной оконечностью, обременённой тонким, составленным из серебряных ромбов, поясом.»

## Обоснование символики
Основным элементом герба города Муравленко являются ключи, сплетённые ушками и расположенные в стропило. Ключи имеют многогранный смысл и выражают главные особенности города.
Город Муравленко вырос из поселка Муравленковский, основанного в 1984 году в связи с разработкой и освоением месторождений нефти и газа представителями разных уголков России, что и отражают сплетённые ключи, показывающие единство горожан, создавших новый город в необжитой тайге.
Ключи, обращённые вниз бородками, аллегорически показывают упорство тружеников города в раскрытии тайн земли, её недр. Бородки ключей в виде литеры «М» — лабиринтов дополняют сказанное — лабиринты символизируют поиск, исследование, а литера «М» — первая буква в названии города.
Ключи, сплетённые ушками и расположенные в стропило напоминают форму ненецкого чума, показывая место расположения города в Ямало-Ненецком автономном округе, что подчёркивает и национальный орнамент под ключами.
Серебряный цвет в гербе говорит о бескрайних северных просторах. Серебро в геральдике — символ простоты, совершенства, мудрости, благородства, мира и взаимного сотрудничества.
Богатства земли символически отображены цветами: голубым — природный газ, а черным — нефть.
Голубой цвет в геральдике — символ чести, славы, преданности, истины, красоты, добродетели и чистого неба.
Чёрная оконечность, являясь фундаментом герба, показывает недра, богатые нефтью.
Чёрный цвет в геральдике символизирует благоразумие, мудрость, скромность, честность и вечность бытия.
В гербе города Муравленко языком геральдических символов и аллегорий гармонично отражены его природные особенности и богатства, основной профиль деятельности местного населения и национальный колорит.
Герб разработан при содействии Союза геральдистов России.
Авторы герба: идея герба — Юрий Сапаровский (Муравленко), Константин Мочёнов (Химки);
художник — Роберт Маланичев (Москва); компьютерный дизайн — Сергей Исаев (Москва).